# Eresus
Genre
Synonymes
- Erythrophorus C. L. Koch, 1850

Eresus est un genre d'araignées aranéomorphes de la famille des Eresidae.

## Distribution
Les espèces de ce genre se rencontrent en écozone paléarctique.

## Description

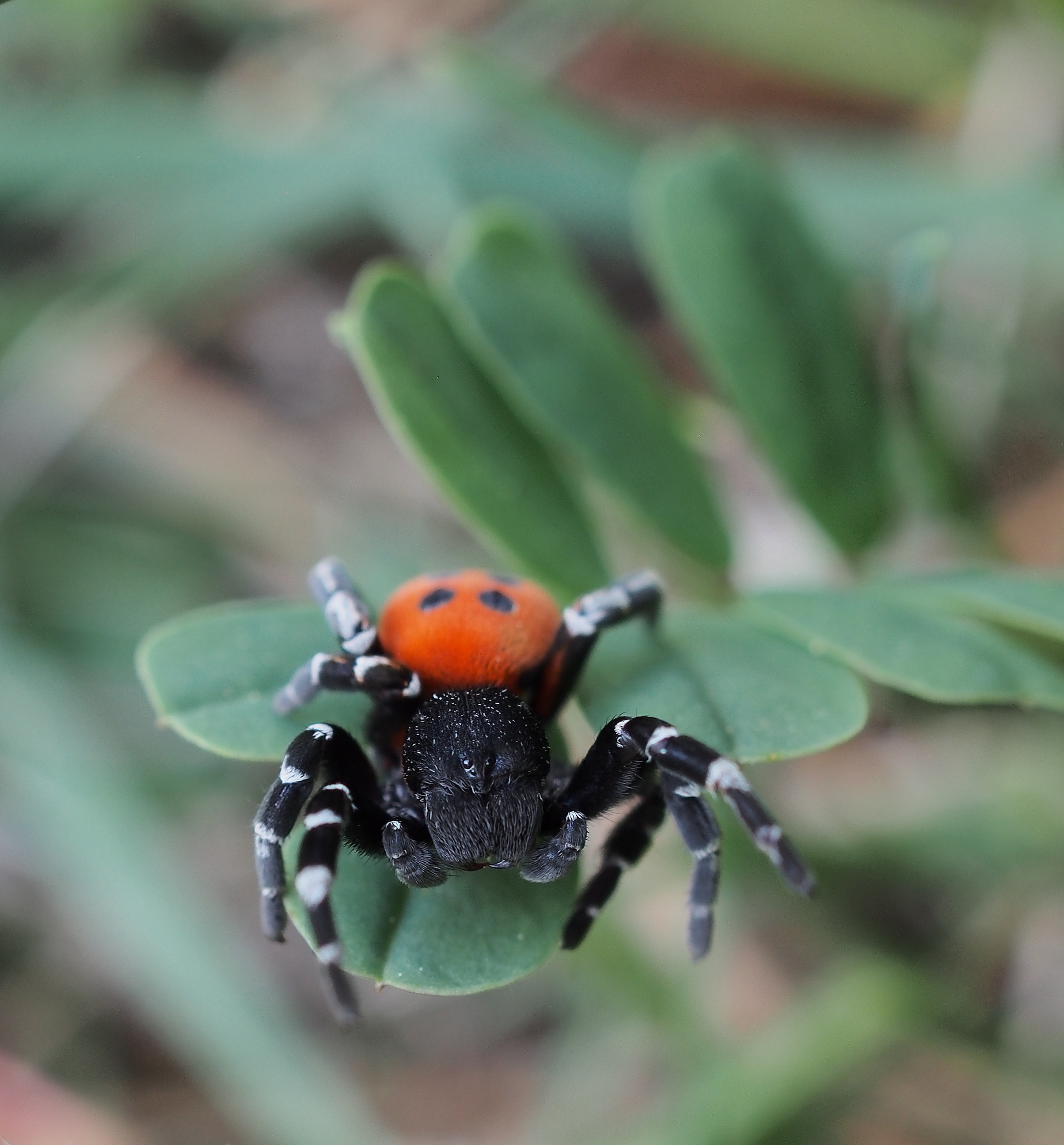
Eresus sandaliatus

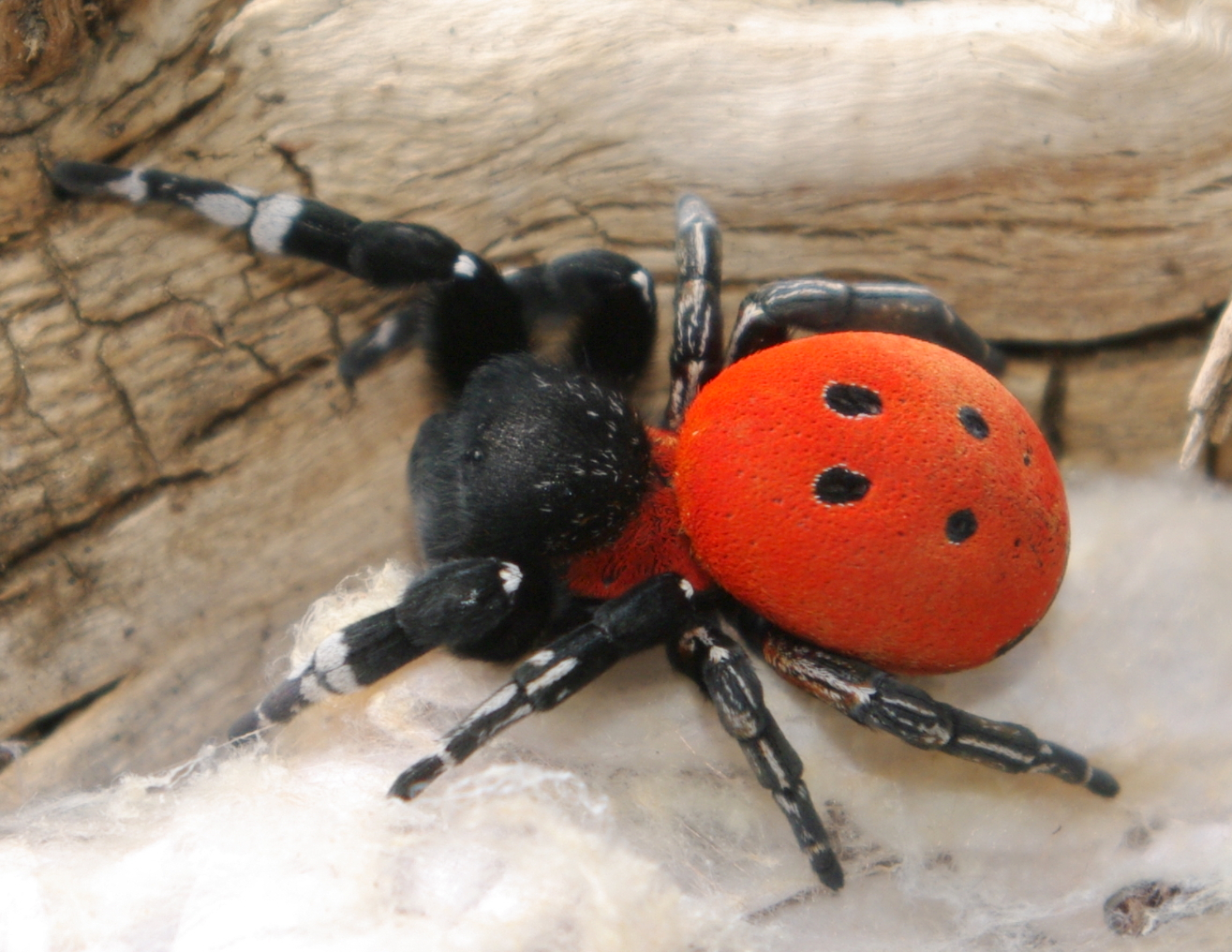
Eresus walckenaeri

Ce genre d'araignées terricoles présente un très grand dimorphisme sexuel, la femelle étant beaucoup plus grande que le mâle.

## Liste des espèces
Selon World Spider Catalog (version 26, 19/08/2025) :
- Eresus adaleari Zamani & Szűts, 2020
- Eresus agrinus Zamani & Szűts, 2025
- Eresus albopictus Simon, 1873
- Eresus almaghrib Szűts, Lecigne & Moutaouakil, 2025
- Eresus athanatoi Zamani & Szűts, 2025
- Eresus bifasciatus Ermolajev, 1937
- Eresus crassitibialis Wunderlich, 1987
- Eresus da Lin & Li, 2022
- Eresus elhennawyi Řezáč, Vaněk & Střeštík, 2023
- Eresus gharbi Szűts, Lecigne & Moutaouakil, 2025
- Eresus granosus Simon, 1895
- Eresus hermani Kovács, Prazsák, Eichardt, Vári & Gyurkovics, 2015
- Eresus kollari Rossi, 1846 - Érèse coccinelle
- Eresus lavrosii Mcheidze, 1997
- Eresus lishizheni Lin, Marusik & Li, 2021
- Eresus marmoratus Zamani & Szűts, 2025
- Eresus moravicus Řezáč, 2008
- Eresus pharaonis Walckenaer, 1837
- Eresus rezaci Zamani & Szűts, 2025
- Eresus robin Zamani & Szűts, 2025
- Eresus robustus Franganillo, 1918
- Eresus rotundiceps Simon, 1873
- Eresus ruficapillus C. L. Koch, 1846
- Eresus sandaliatus (Martini & Goeze, 1778)
- Eresus sedilloti Simon, 1881
- Eresus solitarius Simon, 1873
- Eresus sparabara Zamani & Szűts, 2025
- Eresus surena Zamani & Szűts, 2025
- Eresus transcaucasicus Zamani, Seropian, Zarikian, Bulbulashvili & Szűts, 2025
- Eresus tristis Kroneberg, 1875
- Eresus urus Al-Yacoub & Zamani, 2025
- Eresus walckenaeri Brullé, 1832
- Eresus yukuni Lin & Li, 2022

## Systématique et taxinomie
Ce genre a été décrit par Walckenaer en 1805.
Erythrophorus a été placé en synonymie par Simon en 1864.

## Étymologie
Ce genre est nommé en référence à la ville d'Ἔρεσος (Eresós) où un premier exemplaire a été décrit.

## Publication originale
- Walckenaer, 1805 : Tableau des aranéides ou caractères essentiels des tribus, genres, familles et races que renferme le genre Aranea de Linné, avec la désignation des espèces comprises dans chacune de ces divisions. Paris, p. 1-88.